# Berkhamsted Castle
Berkhamsted Castle er en normannisk motte-and-bailey fæstning i Berkhamsted, Hertfordshire. Borgen blev opført for at få kontrol over en vigtig rute mellem London og Midlands under den normanniske erobring af England i 1000-tallet. Robert af Mortain, Vilhelm Erobrerens halvbror, var sandsynligvis ansvarlig for at styre opførslen, hvorefter han blev borgens ejer. Fæstningen er omgivet af beskyttende jordvolde og en middelalderlig dyrepark til jagt. Borgen blev det nye administrative centrum for den tidligere angelsaksiske bosættelse Berkhamsted. Efterfølgende konger gav borgen til deres kanslere. Borgen blev voldsomt udvidet i midten af 1100-tallet, sandsynligvis af Thomas Becket.
Berkhamsted Castle blev belejret i 1216 under borgerkrigen mellem konh Johan og de oprørske baroner, der blev støttet af Frankrig. Den blev eroret efter prins Ludvig, den senere Ludvig 8., angreb den med belejringsmaskiner i 20 dage, og tvang garnisonen til at overgive sig. Efter at være blevet genindtaget af kongens soldater året efter, blev den givet til Richard, jarl af Cornwall, hvilket blev begyndelsen på en lang tilknytning til jarldømmet Cornwall og det senere hertugdømme. Richard videreudviklede borgen til et stateligt residens, og gjorde den til centrum for jarldømmets administration. Edward 3. udviklede borgen yderligere i 1300-tallet, og gav den til sin søn, Edward, den sorte prins, der udvidede dens jagtområder. Borgen blev også brugt til at holde kongelige fanger, inklusive Johan 2. af Frankrig og personer der gjorde krav på den engelske trone.
I slutningen af 1400-tallet blev borgen i stigende grad utidssvarende, og den gik i forfald. I midten af 1500-tallet var den i ruiner og ubrugelig for konge. Der blev taget sten fra borgen til at bygge huse og andre bygninger i byen. Borgen blev næsten fuldstændigt ødelagt under anlæggelsen af London and Birmingham Railway i 1830s'erne Som resultat blev det den første bygning i Storbritannien der blev lovbestemt beskyttet af Parlamentet. I 1930 overgik borgen fra Hertugdømmet Cornwall til regeringen. Den bliver i dag drevet som en turistattraktion af English Heritage.

### Bibliography
- Armitage, Ella S. (1912). The Early Norman Castles of the British Isles. London, UK: John Murray. OCLC 4246535.
- Barlow, Frank (1999). The Feudal Kingdom of England, 1042–1216. Harlow, UK: Pearson Education. ISBN 0-582-38117-7.
- Brown, Reginald Allen (1989). Castles from the Air. Cambridge, UK: Cambridge University Press. ISBN 9780521329323.
- Goodall, John (2011). The English Castle. New Haven, US and London, UK: Yale University Press. ISBN 9780300110586.
- Liddiard, Robert (2005). Castles in Context: Power, Symbolism and Landscape, 1066 to 1500. Macclesfield, UK: Windgather Press. ISBN 9780954557522.
- Mackenzie, James Dixon (1896). Castles of England: Their Story and Structure. Vol. 1. New York, US: Macmillan. OCLC 12964492.
- Pettifer, Adrian (1995). English Castles: a Guide by Counties. Woodbridge, UK: Boydell Press. ISBN 9780851156002.
- Pounds, Nigel J. G. (1994). The Medieval Castle in England and Wales: A Social and Political History. Cambridge, UK: Cambridge University Press. ISBN 978-0-521-45099-7.
- Pratt, John H. (2000). Chaucer and War. Lanham, UK: University Press of America. ISBN 9780761815884.
- Prince, Hugh C. (2008). Parks in Hertfordshire Since 1500. Hatfield, UK: Hertfordshire Publications. ISBN 9780954218997.
- Purton, Peter Fraser (2009). A History of the Early Medieval Siege, c.450–1220. Woodbridge, UK: Boydell Press. ISBN 9781843834489.
- Richards, Jeffrey (1995). "The Role of the Railways".  I Wheeler, Michael (red.). Ruskin and Environment: The Storm Cloud of the Nineteenth Century. Manchester, UK: Manchester University Press. s. 123–143. ISBN 9780719043772.
- Rowe, Anne (2007). "The Distribution of Parks in Hertfordshire: Landscape, Lordship and Woodland".  I Liddiard, Robert (red.). The Medieval Park: New Perspectives. Macclesfield, UK: Windgather Press. s. 128-145. ISBN 978-1-9051-1916-5.
- Sherwood, Jennifer (2008). "Influences on the Growth of Medieval and Early Modern Berkhamsted".  I Wheeler, Michael (red.). A County of Small Towns: the Development of Hertfordshire's Urban Landscape to 1800. Hatfied, UK: Hertfordshire Publications. s. 224-248. ISBN 9781905313440.
- Williamson, Tom (2010). The Origins of Hertfordshire. Hatfied, UK: Hertfordshire Publications. ISBN 9781905313952.
- Wolstenholme, John (1883). Two Lectures on the History and Antiquities of Berkhamsted (2nd udgave). London, UK: Nichols and Sons. OCLC 693003587.